# (32424) Caryjames
2000 RY62 (asteroide 32424) é um asteroide da cintura principal. Possui uma excentricidade de 0.09925180 e uma inclinação de 5.91851º.
Este asteroide foi descoberto no dia 2 de setembro de 2000 por LINEAR em Socorro.